# Шерлок Холмс и тајно оружје
Шерлок Холмс и тајно оружје (енгл. Sherlock Holmes and the Secret Weapon) је амерички детективски филм из 1942. године, и четврти филм у серијалу од четрнаест филмова о Шерлоку Холмсу у коме главне улоге играју Бејзил Ратбон и Најџел Брус. Филм је потписан као адаптација приповетке Артура Конана Дојла из 1903. године, „Ликови плесача”, мада је једини елемент изворног материјала тајна порука са ликовима плесача. Уместо тога, ово је шпијунски филм који се одвија на позадини тадашњег Другог светског рата као оригиналном премисом. Филм прати отмицу швајцарског научника од стране професора Моријартија, који жели да украде нови бомбардерски нишан и прода га Нацистичкој Немачкој. Шерлок Холмс и доктор Вотсон морају да разбију тајни код како би спасили земљу.
Ово је један од четири филма у серијалу који су у јавном власништву.

## Радња
Шерлок Холмс се претвара да је нацистички шпијун како би помогао научнику, др Францу Тобелу, и његовом новом изуму, бомбардерском нишану, у бекству из гестаповске замке у Швајцарској. Холмс и Франц лете за Лондон, где га Холмс ставља под заштиту свог пријатеља, доктора Вотсона. Научник се измиче Холмсовим упутствима како би се тајно састао са својом вереницом Шарлот Еберли, којој даје коверту која садржи кодирану поруку. Говори јој да је преда Холмсу ако му се нешто догоди. Након што је напустио Шарлотин стан, немачки шпијуни су покушали да га отму, али их је у томе спречио лондонски констабл, који је био у пролазу.
Тобел успешно демонстрира бомбу сер Реџиналду Бејлију и посматрачима из Команде бомбардера. Тобел, који је сада под заштитом инспектора Лестрада и Скотланд Јарда, каже сер Реџиналду да ће, иако вољан да Британцима пружи свој бомбардерски нишан, само он знати његову тајну и да има сложен план за његову производњу како би очувао тајну сигурном. Свој изум раздваја на четири дела и даје по један сваком од четворице швајцарских научника, само њему познатих и чија су имена једни другима непозната, за одвојену конструкцију. Убрзо након тога, Холмс добија позив од Лестрада да је Тобел нестао. Холмс одлази у Шарлотин стан, где прима Тобелову коверту. Уместо кодиране поруке, порука је од Холмсовог непријатеља, криминалца професора Моријартија.
Прерушен у Рам Синга, једног од старих Моријартијевих послушника, Холмс претражује лондонски Сохо за информације. Наилази на двојицу послушника, Пег Лега и Џека Брејдија, али Моријарти га заробљава. Холмс је стављен у лажно дно морске шкриње, али је спашен када Вотсон и Лестрад виде да послушници посрћу над необичном тежином кончега. Холмс се враћа у Шарлотин стан да потражи трагове о садржају поруке. Проналази отиске поруке која је остављена на страници бележнице потапајући је у „флуоресцентне соли … и фотографишући је ултраљубичастом светлошћу”. Холмс разбија прва три реда лукаво модификованог кода замењене абецеде, који представљају идентитете и локације тројице научника, али не успева да разбије четврти ред, који је измењен као додатна мера предострожности, а убрзо сазнаје и да је Моријарти убио сву тројицу и украо њихове делове. У међувремену, Моријарти, такође не могавши да пробије четврти ред, мучи Тобела због имена четвртог научника. Холмс коначно схвата код и разбија четврти ред, идентификујући последњег научника као професора Фредерика Хофнера.
Моријарти случајно дешифрује код. Шаље агенте да отму Хофнера, који има знање да састави сва четири дела ако се Тобел не опорави од мучења. Немачки агенти доводе научника, који је заправо поново прерушени Холмс, у Моријартијево наизглед неоткривено упориште. Што је Моријартију непознато, Хофнер је на Холмсов аутомобил причврстио апарат који у редовним интервалима капа светлећу боју, тако остављајући трагове. Холмс користи Моријартијеву сујету и понос како би га преварио да полако искрвари Холмса до смрти „кап по кап”, како би добио на времену. Холмса у последњем тренутку спашавају Вотсон и Лестрад, који су уз Хофнерову помоћ успешно пратили трагове. Скотланд Јард хвата шпијуне, али Моријарти бежи. Када покуша да побегне кроз свој тајни пролаз, пада у рупу од шездесет стопа и умире; Холмс је открио његову скривену замку и оставио је отворену. Са спашавањем Тобела и бомбардерског нишана, Вотсон примећује да се ствари „поправљају … ово мало острво је још увек на мапи”.

## Улоге
| Глумац          | Улога              |
| --------------- | ------------------ |
| Бејзил Ратбон   | Шерлок Холмс       |
| Најџел Брус     | доктор Џон Вотсон  |
| Лајонел Атвил   | професор Моријарти |
| Карен Верн      | Шарлот Еберли      |
| Вилијам Пост јр | др Франц Тобел     |
| Денис Хуи       | инспектор Лестрад  |
| Холмс Херберт   | сер Реџиналд Бејли |
| Мери Гордон     | госпођа Хадсон     |
| Хенри Виктор    | др Фредерик Хофнер |